# Marquesado de Gironella

Actual escudo municipal de Gironella en Cataluña (comarca del Bergadá, provincia de Barcelona), donde nació el primer marqués, barón y señor del lugar.

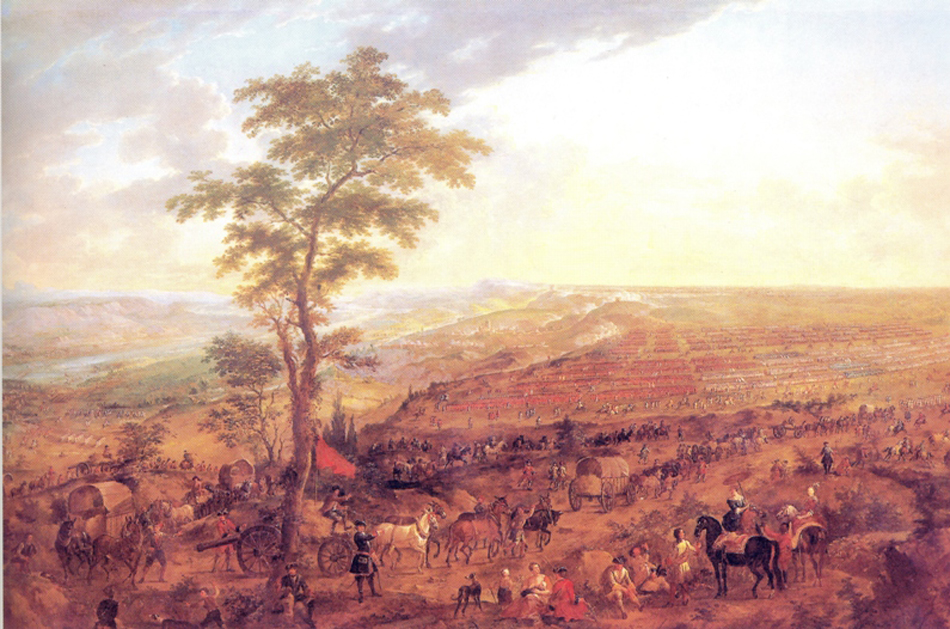
Batalla de Almenar (1710), donde falleció el segundo marqués de Gironella.

El Marquesado de Gironella es un título nobiliario español creado por el rey Felipe V, el 10 de julio de 1702, a favor de José de Agulló-Pinós y de Pinós-Fenollet, de Rocabertí y de Perapertusa, XVII barón de Gironella, sobre el antiguo Señorío feudal del mismo nombre, reconocido en Cortes (Montblanch, 1307) como Baronía.
Se concedió con el Vizcondado previo de Gironella el 7 de julio de 1702.
La denominación del título hace referencia a la localidad de Gironella en Cataluña (comarca del Bergadá, provincia de Barcelona), donde el primer marqués era barón y señor, y donde nació.
El Castillo de Gironella data del siglo XI integrado en la Baronía de la Portella. Aparece entre otros, documentado en 1243 en el testamento que se conserva en el Monasterio de Valldaura, del Barón de la Portella Bernat IV, como una de sus jurisdicciones señoriales, así como en 1222 hay documentación en donde aparece cobrando censos por unas casas en Gironella. Todo ello consta en el "Diplomatari del Monestir de Sant Pere de la Portella".
Rehabilitado el 11 de septiembre de 1965, a favor de don Manuel de Febrer y de Ribot (1901-1981), XI marqués de Gironella.
Rehabilitado nuevamente el 3 de septiembre de 1993 a favor de don Luis de Febrer y Miralles de Imperial (1929-2005), XII marqués de Gironella y XI marqués de Saudín.
El actual titular, desde 2004, es don Antonio Joaquín de Febrer y Bertrán (n. 1964), XIII marqués de Gironella y XII marqués de Saudín, Caballero del Real Cuerpo de la Nobleza antiguo Brazo Militar de Cataluña, condados de Rosellón y Cerdaña.

## Armas
Escudo partido, 1º, en campo de oro, un acerico, de gules, con doce agujas, de plata, puestas en tres palos (Agulló). 2º, en campo de oro, tres piñas, de sínople; bordura de gules (Pinós). Al concederse un título nobiliario, este adopta como armas, las del primer apellido del concesionario.

## Marqueses de Gironella
|                                    | Titular                                                                             | Periodo                            |
| Creado en 1702 por el rey Felipe V | Creado en 1702 por el rey Felipe V                                                  | Creado en 1702 por el rey Felipe V |
| ---------------------------------- | ----------------------------------------------------------------------------------- | ---------------------------------- |
| I                                  | José de Agulló-Pinós y de Pinós-Fenollet, de Rocabertí y de Perapertusa             | 1702-1704                          |
| II                                 | Francisco de Agulló-Pinós-Fenollet y de Sagarriga                                   | 1704-1710                          |
| III                                | Miguel de Agulló-Pinós-Fenollet y de Sagarriga                                      | 1710-1736                          |
| IV                                 | María Teresa de Agulló-Pinós-Fenollet y de Sagarriga                                | 1736-1746                          |
| V                                  | Mena de Sentmenat y de Agulló-Pinós-Fenollet                                        | 1746-1746                          |
| VI                                 | Mena de Sentmenat de Agulló-Pinós-Fenollet y de Ribera-Claramunt                    | 1784-1795                          |
| VII                                | Pedro Nolasco de Sentmenat de Agulló-Pinós-Fenollet y de Vega-Copons                | 1798-1826                          |
| VIII                               | María Luisa de Sentmenat de Agulló-Pinós-Fenollet y Sans de Barutell-Sala-Montrodón | 1847-1850                          |
| IX                                 | María del Pilar Calvo de Encalada-Orozco y de Sentmenat de Agulló-Pinós-Fenollet    | 1859-1896                          |
| X                                  | Manuel María de Febrer y Calvo de Encalada-Orozco                                   | 1900-1941                          |
| XI                                 | Manuel de Febrer y de Ribot                                                         | 1965-1981                          |
| XII                                | Luis de Febrer y Miralles de Imperial                                               | 1993-2004                          |
| XIII                               | Antonio Joaquín de Febrer y Bertrán                                                 | 2004-actual titular                |

## Historia de los marqueses de Gironella
- El Marquesado fue creado sobre el antiguo Señorío feudal del mismo nombre, que inicialmente estuvo integrado en la Baronía de la Portella, y que en 1307 durante las Cortes de Montblanc el rey Jaime II de Aragón facultó a su señor, don Bernat Guillem I de Saportella y de Pinós; de Lluçá y de Cervelló, Barón de la Portella y de Lluçá (+1321), a erigir en él, Castillo y Baronía, pasando  a ser el I señor de la Baronía jurisdiccional de Gironella. Fue en el año 1702 cuando  S.M. Felipe V,creó el marquesado en cabeza del barón don José de Agulló-Pinós y de Pinós-Fenollet, de Rocabertí y de Perapertusa (Gironella, Barcelona,? — Ceuta, 4 de octubre de 1704), I Marqués de Gironella, XVII Barón de Gironella y otros señoríos y lugares en Cataluña. En su dilatada carrera militar y política fue Capitán de Caballería en 1665 y de Coraceros del ejército de Cataluña en 1669. Desde 1673 a 1679 fue Mariscal de Campo del Tercio de Barcelona, ascendiendo a General de Artillería. Protector-Presidente del Brazo Militar de Cataluña de 1683 a 1685. Como miembro del Brazo Militar el 22 de marzo de 1689 realizó junto con el oidor de la Real Audiencia Miguel Calderó el dictamen “Disposición para el donativo universal de Cataluña” por encargo del Virrey Duque de Villahermosa, que ante la inminente ruptura de hostilidades por parte de Francia,  falto de recursos para hacer frente a la situación, se respaldó en él para avalar la solicitud de un “Donativo General” para eximir a las poblaciones del alojamiento de tropas de caballería, así mismo, fue uno de los miembros del Brazo Militar junto a don José de Pinós, don José de Oliver, don Ramón de Copons y don Antonio de Potau, que recorrieron las principales “universidades y pagesías” en un intento por convencerlas que aceptaran. Destinado en la Cerdaña y ascendido a Sargento General de Batalla en 1687, fue Gobernador de la Seo de Urgel en 1690, sitiado por el Duque de Noailles y sin posibilidad de recibir refuerzos de la corona fue derrotado viéndose obligado a rendir la plaza a los franceses, fue hecho prisionero y confinado en Montpellier. Liberado ya en 1697 ascendió a Teniente General siendo requerido en Barcelona por el Virrey Velasco. Miembro del Consejo Supremo de Guerra, defendió el Sitio Barcelona puesto por los ejércitos franceses del Duque de Vendôme durante el verano de 1697, que supuso además, tras la capitulación de la ciudad, el fin a la Guerra de los 9 años. Estuvo entre los destacados representantes de “los tres Comunes de Cataluña” (Diputación, Consejo de Ciento y Brazo Militar) que a propuesta de la “Diputació del General” crearon una “Novena” (comisión en la terminología de la época) - en concreto fue junto a José de Pinós y Felipe de Ferrán uno de los tres miembros designados por el Brazo Militar - para debatir en la misma los actos que las tres instituciones se ven obligadas a realizar para festejar la inesperada mejoría del monarca a principios del año 1700, velando por no mermar las reservas financieras de la Diputación. Así como tras el fallecimiento de Carlos II se instauró la controvertida “Viceregia” , fue uno de los destacados diputados que participó en las reuniones de “la Conferencia dels Comuns” a lo largo de 1701, esta vez como representante de la Diputación, mostrándose partidario de “la quietud” frente a las disposiciones testamentarias del difunto rey mientras su sucesor no jurase en cortes. Elegido por su conocido carácter anti-francés como el Embajador de la Diputación del General del Principado de Cataluña enviado a Madrid para dar la bienvenida al nuevo rey Felipe V recién llegado a la corte, y de entregar a S.M. la carta fechada el 29 de abril de 1701 donde se solicitaba pasase a jurar los Fueros y Constituciones del Principado, convocando para ello Cortes Generales de Cataluña. Asistió como Diputado del Brazo Militar a las Cortes Generales de Cataluña de 1701-1702, siendo de los que protestó en contra del “Disentimiento presentado por Pere de Torrelles” en dichas cortes, las cuales estuvieron en muchos momentos a punto de no clausurarse por las exigencias de los Brazos al Monarca, no obstante, este cedió en casi todas las demandas, considerándose dichas cortes un gran éxito para las leyes, libertades y costumbres del principado, cuyo ejemplo lo tenemos en el restablecimiento del “Tribunal de Contrafacciones” el cual regulaba el poder de la Real Audiencia, es decir del rey, sobre las decisiones de las instituciones catalanas. Nombrado en 1702 Gobernador y Capitán General de Ceuta y costas de África, fue su heroico defensor durante el verano de 1704 junto a todo el pueblo ceutí, repeliendo unidos el asedio que por tierra y por mar padecieron. Ocurrió que aprovechando el sitio que por tierra sufrían desde hacia diez años por el caudillo Mulay Ismail, la Escuadra Anglo-Holandesa del Almirante Sir George Rooke y del Príncipe Jorge de Hesse-Darmstadt, puso rumbo a Ceuta tras su invasión de Gibraltar, con el objetivo de obtener el control de ambos lados del Estrecho, con el apoyo del rey marroquí al que embaucaron con falsas promesas. En dicho año obtuvo nuevamente el reconocimiento del monarca, otorgándole la merced de Gentil Hombre de Cámara de S.M. sin entrada ni ejercicio, además de una pensión de dos mil ducados al año.

1. Casó en Barcelona el 14 de septiembre de 1667 con doña María Francisca de Sagarriga y de Lapuente-Montecillo, hermana del I Conde de Creixell.

Le sucedió, en 1704, su hijo:
- Francisco de Agulló-Pinós-Fenollet y de Sagarriga (Barcelona, 6 de marzo de 1671 — Almenar, Lérida, 27 de julio de 1710, durante la Batalla de Almenar), II marqués de Gironella, Coronel de Caballería. Asistió como Diputado a las Cortes de Cataluña por el Brazo Militar (1701).

1. Casó en primeras nupcias, el 6 de mayo de 1698, con doña María Descatllar y Desbach, tía del I marqués de Besora.
2. Casó en segundas nupcias, en 1701, con doña María de Sagarriga y de Vera, su sobrina y hermana del II conde de Creixell.

Le sucedió, en 1710, su hijo:
- Miguel de Agulló-Pinós-Fenollet y de Sagarriga (Barcelona, 1702 — Barcelona, 1736), III marqués de Gironella Gentil Hombre de Cámara de S.M., Capitán de Caballería.

1. Casó, el 17 de agosto de 1731, con doña Cayetana de Marimón y Fernández de Velasco, hija del marqués de Serdañola.

Sin descendencia.
Le sucedió su hermana:
- María Teresa de Agulló-Pinós-Fenollet y de Sagarriga (Barcelona, 1705 — Barcelona, 5 de enero de 1746), IV marquesa de Gironella.

1. Casó en primeras nupcias con Francisco de Junyent y de Marimón, I marqués de Castellmeyá.
2. Casó en segundas nupcias con Pedro de Magarola y de Sentmenat (†1738), nieto y sobrino del conde de Quadrells.
3. Casó en terceras nupcias con el conde Albert von Carnin, Brigadier de las Reales Guardias Valonas (†1765).

Sin descendencia.
Le sucedió su primo hermano, hijo segundogénito de sus tíos María de Agulló-Pinós y Juan de Sentmenat-Torrelles y de Toralla, I Marqués de Sentmenat y Señor del Castillo de la Roca del Vallés.
- Mena de Sentmenat y de Agulló-Pinós-Fenollet (Barcelona, 1700 — Barcelona, 24 de agosto de 1746), V marqués de Gironella, Barón de Peguera y Lloberola. Gobernador de El Puerto de Santa María, Brigadier de Infantería.

1. Casó, el 16 de julio de 1727, con doña Isabel de Ribera-Claramunt y de Josa (Barcelona, 2 de marzo de 1702 — Barcelona, 19 de diciembre de 1738), II condesa de Claramunt,[4] baronesa de Florejachs, de Rivert, señora de La Torre de Claramunt.

Le sucedió, por Real Carta de fecha 31 de agosto de 1784, su hijo:
- Mena de Sentmenat Agulló-Pinós-Fenollet y de Ribera-Claramunt (Málaga, 25 de abril de 1728 — Barcelona, 24 de octubre de 1795), VI marqués de Gironella, III conde de Claramunt, barón de Peguera y de Florejachs. Capitán de Infantería. Síndico Procurador de la ciudad de Barcelona en 1770 y 1782. En 1790 figura en documentos como uno de los Conciliarios de la Junta de Gobierno de la Escuela de Nobles Artes de Barcelona (1778) autorizando al entonces director general don Pascual Pere Moles. Anteriormente había sido fundada en 1775 como una escuela de dibujo denominada Escuela Gratuita de Diseño, ubicada en la planta alta del histórico edificio de la Lonja de Mar de Barcelona, sucesivamente renombrada como Real Academia de Bellas Artes de Barcelona (1850) y Real Academia Catalana de Bellas Artes de San Jorge (1928 y 1930).

1. Casó en primeras nupcias, el 19 de mayo de 1751, con María Luisa de Camprodón y Descallar († 5 de septiembre de 1783) hermana del Barón de Prullans.
2. Casó en segundas nupcias, el 19 de diciembre de 1784, con Lucía Antonia de Vega y Sentmenat de Agulló-Pinós († 1 de julio de 1833) hija del Señor de les Olujes Baixes y del Castillo de la Rápita y hermana de José de Vega y Sentmenat uno de los Diputados asistentes a las Cortes de Cádiz en 1812 y padres de la primera Constitución Española fue miembro de la Academia de las Buenas Letras de Barcelona en 1774, Síndico Procurador General del Ayuntamiento de Barcelona en 1785 y Regidor en 1790.

Le sucedió, por Real Carta de fecha 25 de mayo de 1798, su hijo:
- Pedro Nolasco de Sentmenat de Agulló-Pinós-Fenollet y de Vega (Barcelona, 19 de julio de 1790 — Barcelona, 13 de febrero de 1826), VII marqués de Gironella, IV conde de Claramunt, y de barón de Peguera y de Florejachs. Regidor Perpetuo de Barcelona. Caballero de la Real Maestranza de Valencia, de la Orden de la Flor de Lis de Francia y Caballero de la Muy Ilustre Cofradía de Nuestra Señora de la Soledad, en la Real Basílica de la Merced de Barcelona.

1. Casó en primeras nupcias, el 12 de marzo de 1811, con María de los Dolores de Rocabruna y de Ardena, hija de la Baronesa de Albi.
2. Casó en segundas nupcias, el 18 de mayo de 1816, con María Luisa Sans de Barutell-Sala-Montrodón y de Gregorio-Paternó; Baronesa de Oix y de Talaixa; Señora de Montrodón y del Puig Barutell (†1726/27). Era nieta de Ramón de Sans y de Sala-Alemany, Síndico Procurador de la ciudad de Barcelona en dos ocasiones 1773-1776 y 1779-1782. Su padre Buenaventura de Sans y de Barutell, era caballero de la Real Maestranza de Caballería de Sevilla y caballero de la Orden de Carlos III, y fue también nombrado Síndico Procurador General de la ciudad en 1806. Su tío era el insigne historiador de la Armada don Juan Sans de Barutell, Teniente de Navío. Era nieta del Capitán General de Aragón (1779-1784) don José de Gregorio y Mauro-Grimaldi, II marqués de Vallesantoro. Su madre María Teresa era hermana del Virrey de Navarra (1807) don Leopoldo de Gregorio y Paternó, III Marqués de Vallesantoro, nietos a su vez del "ilustrado ministro" Marqués de Esquilache don Leopoldo de Gregorio y Masnata. Sus descendientes fueron los herederos del patrimonio de su hermano Buenaventura de Sans y de Gregorio, Baron de Oix, Señor del Castillo de Mont-rodón.

Le sucedió, por Real Carta de fecha 30 de noviembre de 1847, su hija:
- María Luisa de Sentmenat de Agulló-Pinós-Fenollet y Sans de Barutell-Sala-Montrodón (Barcelona, 1 de abril de 1817 — Barcelona, 30 de julio de 1850), VIII marquesa de Gironella, V condesa de Claramunt, baronesa de Peguera y de Florejachs.

1. Casó, el 18 de julio de 1831, con Manuel María Calvo de Encalada-Orozco y Rodríguez de Valcárcel (1806-1859), VIII marqués de Saudín y IV marqués de Villa Palma de Encalada. Coronel de Caballería y Caballero de la Real Maestranza de Sevilla y de la Muy Ilustre Cofradía de Nuestra Señora de la Soledad.

Le sucedió, por Real Carta de fecha 8 de julio de 1859, su hija:
- María del Pilar Calvo de Encalada-Orozco y de Sentmenat de Agulló-Pinós-Fenollet (Montpellier, Francia, 5 de octubre de 1834 — Barcelona, 10 de septiembre de 1896), IX marquesa de Gironella, VI condesa de Claramunt, IX marquesa de Saudín, V marquesa de Villa Palma de Encalada, Baronesa de Oix y de Florejachs, Señora de los Castillos de Bellveí, de les Sitges, de la Torre de Claramunt y de Mont-rodón.

1. Casó, el 28 de junio de 1858, con José María de Febrer y de Calderón (Vinaroz, 22 de noviembre de 1828 — Barcelona, 28 de febrero de 1887), IV Conde del Lago (dado en 1748 por el rey Carlos VII de Nápoles), Capitán de Navío, Ayudante Fiscal del Tribunal Supremo de Guerra y Marina, Segundo Comandante del Tercio Naval de Barcelona. Caballero de la Muy Ilustre Cofradía de Nuestra Señora de la Soledad y uno de los Caballeros fundadores del Cuerpo de la Nobleza de Barcelona en 1880, luego en 1919 reconocido por S.M. Alfonso XIII como Real Cuerpo de la Nobleza antiguo Brazo Militar de Cataluña, Condados de Rosellón y de Cerdaña. Poseía la cruz de la Orden de Isabel la Católica, la cruz de 1.ª clase al Mérito Militar con distintivo blanco, y la cruz de la Orden de San Hermenegildo.

Le sucedió, por Real Carta de fecha 9 de abril de 1900, su hijo:
- Manuel María de Febrer y Calvo de Encalada-Orozco (Madrid, 30 de diciembre de 1863 — Capellades, Barcelona, 19 de marzo de 1941), X marqués de Gironella, Licenciado en Derecho y Perito Agrícola. Caballero del Real Cuerpo de la Nobleza antiguo Brazo Militar de Cataluña y de la Muy Ilustre Cofradía de Nuestra Señora de la Soledad.

1. Casó, el 19 de abril de 1899, con María de los Dolores de Ribot y Bonaplata (Barcelona, 16 de abril de 1870 — Barcelona, 24 de febrero de 1952).

Le sucedió, por Rehabilitación, el 11 de septiembre de 1965, su hijo:
- Manuel de Febrer y de Ribot (Barcelona, 30 de octubre de 1901 — San Juan Despí, Barcelona, 16 de diciembre de 1981), XI marqués de Gironella.

1. Casó, el 10 de diciembre de 1933, con María Siñol y Saumell (Torre de Claramunt, Barcelona, 2 de mayo de 1909.)

Le sucedió, por Rehabilitación, el 3 de septiembre de 1993, su sobrino:
- Luis de Febrer y Miralles de Imperial (Barcelona, 3 de junio de 1929), XII marqués de Gironella y XI marqués de Saudín. Ingeniero Químico (IQS). Alférez de Complemento de Artillería. Caballero del Real Cuerpo de la Nobleza antiguo Brazo Militar de Cataluña, y de la Muy Ilustre Cofradía de Nuestra Señora de la Soledad, en la Real Basílica de la Merced de Barcelona.

1. Casó, el 1 de septiembre de 1961, con María Luisa Bertrán y Verdaguer-Dorca (Barcelona, 16 de febrero de 1930).

Le sucedió, por cesión inter vivos, el 5 de noviembre de 2004, su hijo:
- Antonio Joaquín de Febrer y Bertrán (Barcelona, 4 de diciembre de 1964), XIII marqués de Gironella y XII marqués de Saudín. Caballero del Real Cuerpo de la Nobleza antiguo Brazo Militar de Cataluña, y de la Muy Ilustre Cofradía de Nuestra Señora de la Soledad, en la Real Basílica de la Merced de Barcelona.

Actual titular.

## Señores y Barones, origen e historia
Antecedentes :

Tras las investiduras del año 878 (concilio de Troyes) los dominios del conde Wifredo el Velloso abarcaban tanto el área montañosa (Urgel y Cerdaña) como la marítima (Barcelona y Gerona). Las tierras de alta montaña habían llegado a padecer superpoblación. Por ello, a mucha gente no le quedó otro remedio que intentar establecerse en las tierras bajas.
Ante la fuerte corriente de inmigración procedente de las comarcas pirenaicas del Pallars, Urgel y Cerdaña a finales del siglo IX, el conde Wifredo, cuyos condados rodeaban toda esta área de población, intervino en la zona para canalizar la colonización.
Nombrará para ello vicarios condales y veguers para delimitar así las áreas de colonización y los núcleos de poblamiento, como también integrará este territorio dentro de las estructuras condales.
Wifredo anexionó las áreas repobladas a un condado ya existente, por ejemplo, el pagus de Berga (el Bergadá) en el condado de Cerdaña. 
En la vertiente eclesiástica, hizo falta integrar la red de parroquias, erigidas a menudo por los mismos colonos, dentro de la jerarquía episcopal. A consecuencia de su proximidad geográfica, las parroquias del Bergadá fueron incluidas dentro de la diócesis de Urgel.
Una de las veguerías vinculadas al condado de Cerdaña se estableció en el Castillo de Frontanya o de la Portella en el que residirá la familia de vicarios y señores.
El primer documento en que se cita la Iglesia de la Portella o de “Frontanya” es una donación de tierras hecha el año 997 por el hijo de Oliba Cabreta conde de Cerdaña, Oliba conde de Berga, el célebre “Abad Oliba”, que impulsaría el Monasterio benedictino de Sant Pere de la Portella fundado seis años después por los vicarios y señores del lugar.

Primero vicaros luego señores :

Las primeras noticias del territorio de Gironella aparecen en la consagración de la Catedral de Urgel en el año 839 en que se menciona (Gerundella). También aparece citada en el año 905 en el acta de consagración de la Iglesia de Santa María de Olván, como una de las dotaciones que el Obispo de Urgel Nantigís daba a la parroquia, estando el término y lugar bajo la jurisdicción del vicario-condal del Castillo de la Portella, luego señores y barones del territorio a partir del siglo XI citados en documentos “Princeps de la Portella” o “Senyors dels Honors de la Portella”, y conocidos en adelante como el linaje de los Saportella, como reflejan los escritos desde el año 1085.
Al inicio del siglo X el representante del conde de Cerdaña (vicario) ya actuaba como señor jurisdiccional (feudal) y veguer del “Castillo de Frontanya” a partir del siglo XI llamado “de la Portella”, nombre con el que se conoce desde entonces a sus vicarios y señores, que por extensión, lo fueron del término y Castillo de Gironella.
- El primer vicario y señor de la Portella que aparece documentado es Bernat I de la Portella, fallecido antes del año 1003, casó con Doda (+ 1021), la cual figura como viuda en el referido año. Consta también que el veguer del señorío dona en noviembre del año1000 a la Iglesia de la Portella unas masías en la Cerdaña compradas por el Señor de la Portella al conde de Cerdaña Ramón Guifred. Doda y su hijo Guifred I de la Portella fundaron en 1003 el Monasterio de Sant Pere de la Portella, y en 1006 hicieron una gran ampliación de las donaciones de tierras al cenobio benedictino, que continuaron en los años 1012 y 1015.

- Guifred I vicari del castillo de la Portella, con motivo de su enlace en 1035 con Ermetruda (Ermetruit) y su testamento en 1059, hacen nuevamente importantes donaciones de masías, tierras y derechos sobre iglesias al monasterio de Sant Pere de la Portella. Como señor y veguer , en 1031 se reservaron el derecho de presentación del Abad, y en 1035 el obispo de Urgel Ermengol consagró la iglesia del monasterio benedictino.

- Le sucedió su hijo Bernat II Guifred de Saportella, señor del castillo de la Portella en 1069, casó con Migdónia y falleció después de 1085. Aparecen en los escritos sus familiares Guerau Guifred y Arnau Guerau, clérigo, como “Princeps dels Honors de la Portella”

- Su hijo Pere I Bernat de Saportella, señor del castillo de la Portella, testó en 1082 antes de ir a "Tierra Santa". Falleció entre 1002 y 1008. Casó con Ermessenda, la cual ya viuda, en 1017 aparece firmando como vicaria del señorío de la Portella.

- Sucedió Guillem I de Saportella, que aparece en un documento como señor de la baronía de la Portella en 1127. Testó el 4-12-1165 y estaba casado con Petronila.

- Heredó su hijo Bernat III Guillem de Saportella, barón de La Portella, aparece en diversa documentación en los años 1184 y 1198. Asistió a Cortes de Barcelona (1198), Cervera (1202). Magnate de los reyes de Aragón Alfons I y Pere I a los que cita en su testamento de 1207, en el que manda ser enterrado en el monasterio de Sant Pere de la Portella al que dona varias masías, una mula y un moro. Estaba casado con Beatriu.

- Sucede Bernat IV de Saportella, barón de la Portella, asistió a la batalla de Muret en 1213. En 1190 enlazó con Guillema de Saguardia, hija de Ramón de Saguardia, con la que no tuvo sucesión. En 1222 consta en un documento que cobra un censo de una casa en Gironella a un matrimonio. Vuelve a desposarse con Blanca, con la que tuvo a Bernat V, y por sus últimas voluntades sabemos que fundó con ella en 1231 del Monasterio cisterciense de Valldaura, así como también sabemos que deja importantes bienes a Geralda con la que tuvo dos hijos, Ramón I y Beatriu, al primero lo declara hijo legítimo y su heredero universal, siguéndole su hija, y a falta de ambos sucedería citado Bernat V. Geralda finalmente ingresó como religiosa en dicho cenobio femenino en 1241. En Valldaura se consevó su testamento en el que se cita que “tenía los castillos de Gironella, la Quar, Roset, Palmerola y la Portella”, dado en 1243, año que falleció.

- Sucedió primero Ramón I de Saportella, barón de la Portella, falleció en 1254. Había sido legitimado por su padre, y si tuvo descendencia, no le heredaron, así como tampoco su hermana Beatriz y los supuestos hijos de esta.

- Le heredó su hermanastro, Bernat V de Saportella, barón de la Portella. En unas escrituras fechadas el 21 de mayo de 1260, aparece como tal junto a su madre Blanca, en las que reciben dos castillos de Pere de Berga y le venden otros al mismo. Enlazó en 1256 con la Baronesa de Lluçá, Elisenda de Lluçá y de Queralt. En 1241 funda el Altar de San Pedro, en el Monasterio de Valldaura, lo transfirió del que sus mayores fundaron en la Abadía de la Portella quizá por la decadencia y las deudas que había arrastrado hasta final de siglo. Simpatizó con la herejía cátara y se enfrentó al obispo de Vic Bernat de Mur al que no quiso rendir homenaje por el castillo de Lluçá, lo excomunicó en 1265 y su sucesor el obispo Ramón de Anglesola lo excominicó otra vez en 1270. En 1269 fue asediado y hecho prisionero por las fuerzas Reales en Lluçá y el castillo fue derruido. Posteriormente fue incendiado el castillo de la Portella. Falleció en 1281.

- Le sucedió supuestamente su hijo Berenguer ( I ) de Saportella, Barón de la Portella y de Lluçá, porque consta que falleció antes de 1285, por lo que cabe la posibilidad de que sucediera directamente su hijo Bernat Guillem I. Se casó con Elisenda de Pinós y de Cervelló, hija de Ramón Galcerán I de Pinós y de Montcada, barón de Pinós.

- Heredó de él o directamente de su abuelo, Bernat Guillem I de Saportella, Barón de la Portella y de Lluçá (+4-9-1321) casado con Sibila de Pinós y de Montcada (+2-4-1317). Aparece documentado que en 1294 era el señor de la baronía. Estuvo enfrentado a Ramón de Urtx y en guerra con el conde de Pallars. Asistió a Cortes de Lérida (1301 y 1315), de Montblanc (1307), de Barcelona (1311), de Tortosa (1317) y de Gerona (1321). Asistió como noble a cortes en 1307 y el rey lo invistió I Barón de Gironella, creando en dicho territorio y lugar y castillo un señorío jurisdiccional independiente en lo sucesivo. En 1304 la iglesia de Gironella era aun sufragaría de la de Santa María de Olván devengando diezmos a la baronía de la Porella. En 1308 se edificó en Gironella una nueva iglesia y en 1329 ya constaba como parroquia, entendiendo que desde un principio los diezmos pasarían a la baronía de Gironella. En 1317 el barón donará un beneficio para el aniversario de la muerte de su esposa. Testó en agosto de 1321 y consta que dejó un beneficio para hacer y mantener la capilla de San Antonio en el Monasterio de Sant Pere de la Portella.

Gironella como Baronía jurisdiccional :

A partir de 1307 el término tendrá la juriscición alta y baja propias y su Castillo por su importancia y enclave estratégico, acabará siendo el centro de los dominios del linaje y su residencia habitual.
- Al primer señor de la baronía le sucedieron sus dos hijos. Bernat VI de Saportella, barón de la Portella y de Lluçá, II barón de Gironella (+1336). Asistió a Cortes de Barcelona en 1323. Sin sucesión.

- Le sucede su hermana, Marquesa de Saportella y de Pinós, baronesa de la Portella y de Lluçá, III baronesa de Gironella (+antes1348). En 1340 figura en escritos como “Senyores dels Honors de la Portella”. En 1329 la desposó Pere VII de Fenollet y de Sagarriga-Canet, II Vizconde de Illa (+1353), el cual heredaría en 1350 el vizcondado de Canet en el Rosellón, de su primo Ramón IV de Saguardia-Canet y de Rocaberti, II vizconde de Canet.

- Heredó su hijo Andreu I de Fenollet-Canet y de Saportella, III vizconde de Illa, IV vizconde de Canet, barón de la Portella y de Lluçá, IV Barón de Gironella (+1386). En 1346 y 1349 hay documentación en la que ejerce ya como señor de las baronías. Casó en 1353 con Sibila de Narbona y de So, hija del vizconde Eimeric V de Narbona y Timbor de So. Testó en 1386.

Sucede su hijo Pere VIII de Fenollet-Canet y de Narbona, IV vizconde de Illa, V vizconde de Canet, (+1423-24) casado con Constanza de Próxida y de Carroz pero no tuvieron descendéncia, por lo que la línea llamada a suceder fue la de su tía, Marquesa de Fenollet-Canet y de Saportella, casada con Pere Galceran II de Pinós y de Aragón-Mallorca, XI Barón de Pinós y de Mataplana.
Los señoríos sobre las tres baronías fueron adquiridos por su segundo hijo Pere Galceran III de Pinós, en vida de su hermano Andreu I de Fenollet. El resto de sus señoríos y títulos, los heredó su nieto (de su tercer hijo) Bernat III Galcerán de Pinós-Fenollet-Canet y Fernández de Ahones, Barón de Pinós y Mataplana, de la Portella, de Lluçá y de Gironella, a la muerte sin sucesión en 1423-24 de su sobrino el vizconde Pere VIII de Fenollet-Canet y de Narbona.
- Heredó de su padre el primogénito Galcerán VI de Pinós y de Fenollet-Canet, Barón de Pinós y de Mataplana, murió en Bagá centro de su baronía en 1354, sin dejar descendencia.

- Sucedió su segundogénito Pere Galcerán III de Pinós y de Fenollet-Canet, Barón de Pinós, de Mataplana, de la Portella, de Lluçá y V Barón de Gironella (+1383). En 1371 “sucede” por compra a su tío Andreu I de Fenollet-Canet y de Saportella, vizconde de Illa y de Canet, en las baronías de la Portella, de Lluçá y de Gironella. Por ello en un documento de venta fechado el año 1371 en el Castillo de Gironella, firma ya como señor de Pinós y de dichas baronías. También adquirió de sus parientes la Baronía de Peguera. Casó con Guillema de Vilademany, pero no tuvieron sucesión.

- Heredó su hermano Bernat Galcerán I de Pinós y de Fenollet-Canet, Barón de Pinós, de Mataplana, de la Portella, de Lluçá y VI Barón de Gironella (+1421). Le heredó el primogénito de su segunda esposa Urraca Fernández de Ahones y Ximénez de Arenós.

- Sucedió Bernat Galceran II de Pinós-Fenollet-Canet y Fernández de Ahones, “alias Pere de Fenollet” (+1443), V vizconde de Illa, VI vizconde de Canet, barón de Pinós, de Mataplana, de la Portella y de Lluçá, VII Barón de Gironella. Heredó en 1423 los vizcondados de Illa y Canet de su primo segundo Pere III de Fenollet-Canet y de Narbona, fallecido entre 1423 y 1424 sin sucesión. Casó con Aldonza de Mur y de Cervelló.

- Heredó Galcerán VII Galcerán de Pinós y de Mur, VI vizconde de Illa, VII vizconde de Canet, I vizconde de Castellar, barón de la Portella, de Lluçá y de Peguera, VIII Barón de Gironella (+1470). casado en terceras nupcias en 1454 con Juana de Alagón-Luna y Fernández de Hijar, no tuvo descendencia de ninguna . Como gran y fiel servidor del rey Joan II, fue su Camarlengo, este le compensó entregándole el Señorío y Castillo de la Guardia y lo hizo Vizconde de Castellar. En su testamento hizo “heredero universal” a su hijo Francesc Galcerán de Pinós, legitimado por el rey en 1469, nacido de Gabriela de Perapertusa la cual ingresó como religiosa. Ese mismo año sucede temporalmente a su padre en sus dominios del Rosellón. Renato de Anjou conde de Barcelona (2) le entregó los bienes confiscados pasando a ostentar los Vizcondados de Illa y de Canet hasta el final de la Guerra Civil Catalana, a partir de entonces por haber fallecido su padre, verá su legitimidad cuestionada.

- En 1470 durante de la Guerra Civil Felip VII Galceran de Castre-Pinós y de Mendoza (+1509), Baron de Castro, de Peralta y de Tramaced, aprovechó su condición de realista y el favor del rey Joan II para apropiarse de los bienes de los Pinós, a pesar de que su línea renunció a dicho patrimonio en 1396. Fue por tanto VIII vizconde de Illa, IX vizconde de Canet, barón de la Portella, de Lluçá y de Peguera, IX Barón de Gironella, ejerciendo de esta forma su “mejor derecho sucesorio”. Estaba casado con Guiomar Manrique de Lara (1).

- Por la capitulación de Pedralbes la guerra civil terminó en 1473 y los bienes fueron entregados a la sobrina de Galceran VII Galceran, Joana Estefanía de Pinós-Fenollet y de Ballester (+1512), baronesa de Milany y de Vallfogona quien pasó a ser IX vizcondesa de Illa, X vizcondesa de Canet, baronesa de la Portella, de Lluçá y de Peguera, X Baronesa de Gironella. Casó con el capitán navarro Beltrán de Armendáriz , sin sucesión, y con Joan Galcerán de Castre-Pinós y de Cartellá (+1509), bisabuelos del I conde de Vallfogona, que enlazarán con el duque de Hijar, luego duques de Alba.

En 1474 Luis XI de Francia invadió el Rosellón, causa por la que a partir de 1475 no se sabe con certeza en quien recayeron los vizcondados de Illa y de Canet hasta 1493, en que se pactó un arbitraje en dicho territorio. 
Felip VII Galcerán volverá apropiarse de los bienes de los Pinós, provocando que en el año 1484 comenzara un pleito que durará décadas entre sus descendientes, los de Joana Estefanía y otras líneas de los Pinós. Por sentencias Reales en 1493 fueron confirmados los vizcondados del Rosellón al vizconde de Evol, y en 1510 le fueron confirmados parte de los bienes al “legitimado sucesor”, que tuvo que entregar Guiomar viuda de Felip VII Galceran.
- Pasando a ser Francesc Galcerán de Pinós y de Perapertusa (+1540),  XI Barón de Gironella, de Peguera, de Lluçá, tras años de pleitos “por mejor derecho sucesorio” con sus parientes. Fue VII Vizconde de Illa y VIII de Canet de 1469 hasta la usurpación de su pariente el barón de Castro y Peralta al fin la guerra civil catalana. Casó con Elisabet de Cardona y de Sacirera, baronesa de Lloberola. Le sucedieron consecutivamente dos de sus hijos Joan y Galcerán, luego su nieta Ana y su bisnieta Graida. Finalmente a través de su hija María de Pinós y de Cardona sucederá su nieto Miquel de Agulló y de Pinós, Señor de Bellveí en la Segarra, Lérida.

- Joan de Pinós-Fenollet y de Cardona, X Barón de Gironella, de Peguera, de Lluçá y de Lloberola (+1551). Fue canónigo de Urgel y Abad comendatario de Sant Benet de Bages

- Galcerán de Pinós-Fenollet y de Cardona, XI Barón de Gironella, de Peguera, de Lluçá y de Lloberola. Casó dos veces, la primera con Estasia de Perapertusa, sin sucesión, y la segunda con Jerómima de Pinós-Fenollet y de Pau (+1586). Falleció alrededor de 1556.

- Ana de Pinós-Fenollet y de Pinós-Fenollet,  XII Baronesa de Gironella, de Peguera, de Lluçá y de Lloberola (+1584). La desposó Pere de Cardona (+1585)

- Graida de Cardona y de Pinós-Fenollet,  XIII Baronesa de Gironella, de Peguera, de Lluçá y de Lloberola  (+1585), sin sucesión.

- Miquel de Agulló y de Pinós,  XIV Barón de Gironella, de Peguera, de Lluçá y de Lloberola y Señor del Castillo de Bellveí en la Segarra. Casó con Paula de Josa y de Malet, Señora del Castillo de les Sitges en la Segarra. Elevado a la dignidad de Noble el 22 de agosto de 1586. Fue enviado en julio de 1586 a Madrid como Embajador de la Diputación del General (Generalitat) frente a S.M. el rey Felipe II, al igual que también fue nombrado en septiembre de 1588 Penoner Major de la Bandera de Santa Eulalia, patrona de la ciudad de Barcelona, y representante de la Divuitena y de la Diputació del General ante el Regente del Real y Supremo Consejo de Aragón y Canciller del Principado de Cataluña don Miquel de Cordelles, el cual además era plenipotenciario del Virrey y Lugarteniente General de Cataluña don Antonio Manrique de Lara y Téllez-Girón. Asistió como Diputado por el Brazo Militar a las Cortes de 1626.

- Francesc de Agulló-Pinós y de Josa,  XV Barón de Gironella, de Peguera, de Lluçá y de Lloberola. Señor de los Castillos de Bellveí y de les Sitges en la Segarra. Casó con María de Rocaberti-Tagamanet y de Icart. Asistió como Diputado por el Brazo Militar a las cortes de 1626.

- Jeroni de Agulló-Pinós y de Rocaberti,  XVI Barón de Gironella, de Peguera, de Lluçá y de Lloberola. Señor de los Castillos de Bellveí y de les Sitges en la Segarra. Casó con María de Pinós-Fenollet y de Perapertusa, Señora de la Quadra de Palau en St. Boi de Llobregat. Asistió como Diputado por el Brazo Militar a las cortes de 1626.

- Josep de Agulló-Pinós y de Pinós,  XVII Barón de Gironella, de Peguera, de Lluçá y de Lloberola. Señor de la Quadra de Palau en St. Feliu de Llobregat, Señor de los Castillos de Bellveí y de les Sitges en la Segarra. I Marqués de Gironella.

Nota:
1) A través de su poderosa familia, y a pesar de no tener descendencia, conseguirá que la mayor parte del “patrimonio Pinós” finalmente se adjudique -tras largos pleitos- a su sobrina Aldonza de Cardona y Manrique de Lara, hija del II duque de Cardona, casada con Luis Beaumont conde de Lerín, y a la hija de esta, Brianda madre del V duque de Alba. Pero los vizcondados de Illa y de Canet fueron adjudicados a los parientes de su marido, los Castro-Pinós de So vizcondes de Evol, luego condes de Gimerá, que entroncaran con el duque de Hijar, pasando luego al Duquado de Alba.
2) Tratado de Bayona de 1462 firmado por Joan II de Aragón y Luis XI de Francia, por el que se ceden el Rosellón y la Cerdaña a Francia a cambio de una alianza de no agresión y una ayuda militar a la Guerra Civil que sufre Joan II rey de Aragón.
Renato I de Anjou y de Aragón aceptó el ofrecimiento del Consell del Principat (la Diputació del General y el Consell Cent), en guerra con el rey Joan II de Aragón, para ser investido conde de Barcelona (1466-1471). Los bienes en el Rosellón y la Cerdaña del Barón de Pinós, fiel partidario realista, fueron confiscados en 1469 y entregados a su hijo Francesc Galceran el cual fue investido Vizconde de Illa y de Canet.
La Capitulación de Pedralbes el 12 de octubre de 1471 pone fin a la Guerra Civil catalana entre el rey Joan II, les Remenses y el Consell del Principat. La capitulación deja sin resolver la cesión a Francia del Rosellón.
En 1474 las tropas francesas de Luis XI invaden el Rosellón aprovechando la Guerra de Sucesión Castellana. Fernando “el católico” pedirá a su padre el rey Joan II que no declare la guerra a Francia. En 1475 el rey de Francia tomará partido en la guerra de Castilla por Juana y Portugal. En 1479 Francia aceptará un arbitraje en el Rosellón.
El tratado de Barcelona de 1493 entre los Reyes Católicos y Carlos VII de Francia, entre otras disposiciones acuerdan devolver el Rosellón y la Cerdaña, a cambio de permanecer neutrales ante los inminentes conflictos de Francia en el reino de Nápoles. Habrá disputas pero a principios del siglo XVI los territorios quedarán definitivamente en la Corona de Aragón.

## Los Agulló, el linaje agnaticio del primer marqués
El primer marqués de Gironella pertenecía por vía paterna a un ilustre linaje ilerdense de Ciudadanos Honrados, investidos sucesivamente por el rey como Caballeros y Nobles del Principado de Cataluña, que finalmente fueron Señores jurisdiccionales del Castillo y Baronía de Bellvehí en la Segarra, Lérida.

Miembros destacados del linaje Agulló:
- Guillem de Agulló fue el único noble catalán que el 17 de abril de 1237 acudió a la convocatoria del rey Jaime I para abordar la conquista de Valencia, personándose en Teruel junto a los nobles aragoneses Jimeno de Urrea, Pedro Fernández de Azagra, Artal de Alagón y Pedro Cornel, según se había planteado en las Cortes de Monzón celebradas durante el mes de octubre de 1236. Formó parte de la delegación de nobles y concellers de Lérida que asistieron a dichas cortes. Participó activamente en el Sitio de Valencia el 22 de abril de 1238. Su nieto o bisnieto fue probablemente,

- Guillem de Agulló, que fue de 1361 a 1393 Abad del Real Monasterio cisterciense de Santa María de Poblet. El rey Pere III el Ceremonioso, le concedió para él y los que le sucedieran en el cargo, el título de Almoiner Major del Rei (Limosnero Real) en 1375. Era natural de Cervera, Lérida. Un sobrino suyo fue,

- Bernat de Agulló, Ciudadano Honrado de Lérida, ostentó el más alto cargo de la capital como Paer de Lleida (Alcalde Mayor) siendo uno de los principales prohombres de la ciudad. Su hijo fue,

- Joan de Agulló, Ciudadano Honrado de Lérida y Capitán de los reales ejércitos del rey Joan II de Aragón y de Navarra. Ostentó los Cargos de Paer en Cap de Lleida y de Síndico de Lérida por el Brazo Real en las Cortes del Principado de Cataluña de 1446 y 1460. Fue ejecutado en Tárrega, Lérida, en 1462 acusado de alta traición. Su hijo fue,

- Nicolas de Agulló, Ciudadano Honrado de Lérida, y fue designado también como Síndico de Lérida por el Brazo Real en las Cortes del Principado de 1446 y 1460. Tras ser investido por el rey Joan II de Aragón y de Navarra Caballero de la Espuela Dorada, asistió como tal por el Brazo Militar a las Cortes del Principado de 1467 en Tarragona. Era Señor jurisciccional de los Castillos y términos de Bellveí y de Meià. Estaba casado con Beatriu de Oluja, Señora jurisdiccional de los Castillos y términos de Olujes Baixes y de Montfalcó. Su nieto fue,

- Juan Miguel de Agulló, Doncell de Cervera, Señor de Bellveí y de Meià, asistió por el Brazo Militar a las Cortes Generales de Monzón en 1528. Su hijo fue,

- Nicolás de Agulló y de Gilabert, noble ilerdense Señor de Bellveí y de Meià , ejerció como Paer de Lérida y fue Caballero de la Orden Hospitalaria de San Juan de Rodas y de Malta, siendo de 1543 a 1553 Comendador de Granyera en Lérida. Su hijo o sobrino fue,

- Miquel de Agulló y de Montsuar, Señor de Bellveí, de Meià, de les Olujes Baixes y de Castellnou de Montfalcó, en Lérida. Doncell de Cervera y miembro del Brazo Militar de Cataluña, asistió a las Cortes Generales de Monzón en 1563. Estaba casado con la Baronesa de Gironella, de Llusà, de Peguera y de Lloberola, María de Pinós-Fenollet y de Cardona. Sus sucesores fueron Barones, luego Marqueses de Gironella, y de otros señoríos en Cataluña. Un bisnieto fue,

- Francesc de Agulló-Pinós y de Rocabertí, de Josa y de Icart, bautizado el 19 de noviembre de 1612 en Guisona, Lérida, probó nobleza de sus cuatro costados el 21 de mayo de 1629 para ingresar como Caballero de la Orden Hospitalaria de San Juan de Jerusalén, o de Malta. Su hermano Jeroni de Agulló-Pinós era el Barón de Gironella y Señor de Bellvehí, y un hijo de este último fue,

- Joan de Agulló-Pinós y de Pinós-Fenollet, de Rocabertí y de Perapertusa, bautizado en Gironella el 31 de julio de 1652, probó nobleza de sus cuatro costados en 1671 para ingresar como Caballero de la Orden de Malta. Era hernano del Barón Josep de Agulló-Pinós, erigido I marqués de Gironella por S.M. Felipe V en 1702.